# 98 Ianthe
98 Ianthe (in italiano 98 Iante) è un grande asteroide della fascia principale. Ha una superficie molto scura ed è composto da carbonati.
Ianthe fu uno dei numerosi (per il suo tempo) pianetini scoperti da Christian Heinrich Friedrich Peters, individuato il 18 aprile 1868 dall'osservatorio dell'Hamilton College di Clinton (New York, USA).
Fu battezzato così in onore di Iante, una donna citata nella mitologia greca, che amò una seconda donna, Ifi, che fu tramutata in un uomo.